# ژروم آساور
ژروم آساور (انگلیسی: Jerome Assauer؛ زادهٔ ۶ ژوئن ۱۹۸۸) بازیکن فوتبال اهل آلمان است.
از باشگاه‌هایی که در آن بازی کرده‌است می‌توان به باشگاه فوتبال پادربورن اشاره کرد.